# 아사하타촌
아사하타촌(일본어: 麻機村)은 일본 시즈오카현의 중부, 아베군에 속했던 촌이다. 현재의 시즈오카시 아오이구 남동부, 시즈하타산 동쪽, 도모에강 상류에 해당한다. 

## 역사
- 1889년 4월 1일 - 정촌제 시행에 의해 아베군 아사하타촌이 성립하였다.
- 1934년 10월 1일 - 시즈오카시에 편입해, 동일 아사하타촌은 폐지되었다.
- 2005년 4월 1일 - 시즈오카시가 정령지정도시로 승격해 구촌은 아오이구가 되었다.

## 참고 문헌
- 『角川日本地名大辞典 22 静岡県』。